# 半澤孝麿
半澤 孝麿（はんざわ たかまろ、1933年12月15日 - ）は、日本の政治学者。旧・東京都立大学名誉教授。

## 来歴
静岡県沼津市生まれ。東京大学法学部卒業。東京大学法学部助手。堀豊彦に師事。東京都立大学教授（1975-1997）、和洋女子大学教授（1997-2004）を歴任。
エドマンド・バークからサミュエル・テイラー・コールリッジにいたるイギリス政治思想の研究者として知られる。半澤の学風は、南原繁以来の東京大学の堅実なアカデミズムに立つが、同時にテキストを、余分な思い入れなしにその生まれたコンテキストのなかで読み直そうとするJ・G・A・ポーコック、クェンティン・スキナー、ジョン・ダンらの方法論をも取り入れたものである。
この学風は、近代日本のカトリシズムについての研究においても生かされているといえよう。自身、東京大学の学生時代、カトリック研究会に所属した経歴を持つ信者でありながら、その研究態度は、冷静であり、カトリック的と単純に分類されてしまいがちな思想家についても、これまでの新トマス主義としての分類にあえてこだわらず、カトリシズムに転向する以前の方法論の残存をも見出している。
『世界大百科事典』および『日本大百科全書』の「保守主義」、前者の「民主主義」（一部）の項目を執筆した。
息子の半澤朝彦（国際関係史・イギリス史）は明治学院大学国際学部助教授。

## 著書

### 単著
- 『近代日本のカトリシズム――思想史的考察』（みすず書房, 1993年）
- 『ヨーロッパ思想史における「政治」の位相』（岩波書店, 2003年）
- 『ヨーロッパ思想史のなかの自由』（創文社, 2006年）
- 『回想のケンブリッジ』（みすず書房, 2019年）

### 共著
- 『保守と伝統の政治思想』（有斐閣, 1978年）

### 訳書
- シェルドン S・ウォーリン『西欧政治思想史（1-5）』（福村出版, 1975-83年）
- ジョン・リース『平等』（福村出版, 1975年）
- エドマンド・バーク『バーク著作集 3　フランス革命の省察』（みすず書房, 1978年、新版1997年ほか）
- ジョン・ダン『政治思想の未来』（みすず書房, 1983年）
- クェンティン・スキナー『思想史とはなにか――意味とコンテクスト』（岩波書店, 1990年）